# Sulori
Sulori – wieś w Gruzji, w regionie Imeretia, w gminie Wani. W 2014 roku liczyła 702 mieszkańców.